# Aprostocetus flavellinus
Aprostocetus flavellinus är en stekelart som beskrevs av Boucek 1988. Aprostocetus flavellinus ingår i släktet Aprostocetus och familjen finglanssteklar. Inga underarter finns listade i Catalogue of Life.